# Калнышевское
Першотравневое (укр. Першотравневе) — село,
Новониколаевский сельский совет,
Мелитопольский район,
Запорожская область,
Украина.
Код КОАТУУ — 2323082404. Население по переписи 2001 года составляло 118 человек.

## Географическое положение
Село Першотравневое находится у истоков реки Тащенак,
ниже по течению на расстоянии в 1,5 км расположено село Трудовое.
Река в этом месте пересыхает, на ней сделана запруда.
Рядом проходит автомобильная дорога Т-0805.

## История
Село было основано в 1889 году.
В годы т.н. "застоя" село входило в колхоз «Таврия», центральная усадьба которого располагалась в Новониколаевке. После получения Украиной независимости колхоз распался, и на смену ему пришли небольшие фермерские хозяйства. Возникшая безработица привела к оттоку населения из села: между 2001 и 2008 годами население Першотравневого уменьшилось со 118 до 86 человек.
В 2000-е годы важнейшей проблемой для села стала ветшающая инфраструктура. Водопровод, проложенный в начале 1970-х годов, пришёл в негодность и приводил к огромным потерям воды. В 2007—2008 годах на ряде участков водопровод был отремонтирован. В 2008 году на улицах села ни осталось ни одного работающего фонаря. Вышли из строя дороги, соединяющие Першотравневое с Трудовым и Весёлым, — последний ямочный ремонт на них производился около 1990 года. Из-за плохого состояния дорог и низкой рентабельности маршрута в Первомайское временно переставал ходить автобус.

## Происхождение названия
Село было названо в честь праздника весны и труда Первомая, отмечаемого в различных странах 1 мая; в СССР он назывался Международным днём солидарности трудящихся.
На территории Украиской ССР имелись 50 населённых населённых пунктов с названием Першотравневое и 27 — с названием Первомайское.